# Champion Records

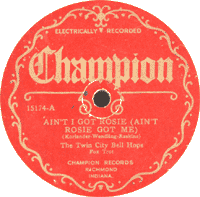
Etikett från 1926. Etiketten såg i princip likadan ut, även efter Deccas övertagande (det finstilta ändrades från "Champion Records" till "Decca Records"), På de allra första inspelningarna fanns inte texten "Electrically recorded" och den ersattes senare med "Electrograph" (med lite blixtar) placerat under "Champion".

Champion Records var en skivetikett som grundades 1925 i Richmond, Indiana av Starr Piano Company som en underavdelning till Gennett Records för utgivning av lågprisinspelningar av främst jazz och annan "rasmusik". Etiketten såldes till Decca 1934, som även gav ut populärmusik och country på Champion, och lades ner 1936.